# Premio Nacional de Literatura (España)
Los Premios Nacionales de Literatura son concedidos por el Ministerio de Cultura español en los diferentes ámbitos de las letras a una obra publicada en España. No deben confundirse con el Premio Nacional de las Letras Españolas, un reconocimiento del conjunto de la obra literaria de un escritor español.
Agrupados en el marco de los Premios Nacionales de Cultura, los Premios Nacionales de Literatura se otorgan en las siguientes modalidades:
- Premio Nacional de Ensayo
- Premio Nacional de Literatura Dramática
- Premio Nacional de Literatura Infantil y Juvenil
- Premio Nacional de Narrativa
- Premio Nacional de Poesía
- Premio Poesía Joven "Miguel Hernández"

## Historia
Por Orden de 25 de mayo de 1940 del Ministerio de la Gobernación se instauran los Premios Nacionales de Literatura "Francisco Franco" y "José Antonio Primo de Rivera", de forma paralela a los premios de periodismo del mismo nombre que se venían concediendo desde 1938. El premio "Francisco Franco" se concedería alternativamente cada año a un libro de historia o a uno ensayo o ensayos. El premio "José Antonio Primo de Rivera" se concedería con la misma secuencia alternativa a una novela o un libro de poesía.
En 1949 y por Orden del Ministerio de Educación Nacional se incorporó el premio "Miguel de Cervantes" para novela (posteriormente incluyendo relatos cortos para adultos), reservando el "José Antonio" para poesía. Comprobándose que el premio "Francisco Franco" se había ido concediendo exclusivamente a ensayos políticos, en 1955 y ya por Orden del Ministerio de Información y Turismo se instauró el premio "Menendez Pelayo" para ensayos históricos, reservando la anterior denominación exclusivamente para los ensayos políticos.
Posteriormente se añadirían los premios "Miguel de Unamuno" (ensayo de carácter cultural o literario), "Calderón de la Barca" (teatro) y "Emilia Pardo Bazán" (crítica literaria) en 1964, "Jacinto Verdaguer" (poesía en lengua catalana) en 1966, "Rosalía de Castro" (poesía en gallego) y "Azorín" (Libro sobre paisajes o tierras de España) en 1967, y "José María de Iparraguirre" (poesía en lengua vasca) en 1968.
En 1976 se convocan los premios retirando los distintos nombres, quedando únicamente como "Premios Nacionales de Literatura" de cada tipo.